# Lolium perenne
Lolium perenne é uma espécie de planta com flor pertencente à família Poaceae. 
A autoridade científica da espécie é L., tendo sido publicada em Species Plantarum 1: 83. 1753.
Conhecido popularmente como azevém, erva-castelhana, joio-castelhano, relva, e azevém-perene
É uma gramínea de classificação forrageira, originária da Europa e da Ásia. Possui folhas finas e lineares, crescimento vertical, coloração verde intensa e espigas eretas, que se desenvolve melhor em temperaturas mais amenas, mas que tolera temperaturas até menores que 16-18 °C. 

## Utilização
É recomendada tanto para semeadura em gramados já existentes como para formação em áreas novas, principalmente em locais mais úmidos e sombreados. Por apresentar uma grande resistência ao frio e ao pisoteio, Lollium perenne é constantemente utilizada em parques, praças, campos de futebol, áreas industriais e residenciais. É utilizada, ainda, como forragem para o gado, bem como na fabricação de papel e na fixação de terras contra a erosão.

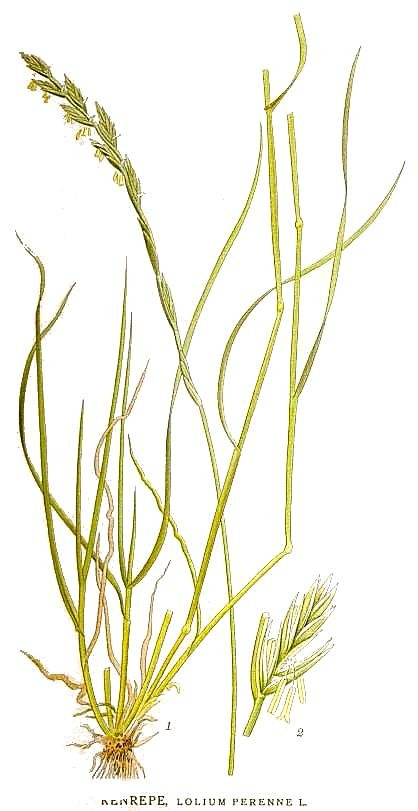
Azevém

## Portugal
Trata-se de uma espécie presente no território português, nomeadamente em Portugal Continental, no Arquipélago dos Açores e no Arquipélago da Madeira.
Em termos de naturalidade é nativa de Portugal Continental e introduzida nos Arquipélago dos Açores e da Madeira.

## Protecção
Não se encontra protegida por legislação portuguesa ou da Comunidade Europeia.